# نيكوس بودوريس
نيكوس بودوريس (باليونانية: Νίκος Μπουντούρης)‏ مواليد 25 سبتمبر 1971 في فولوس، هو لاعب كرة سلة يوناني سابق. بدأ مسيرته الاحترافية في سنة 1988. يبلغ طوله 6 قدم 4 بوصة (1.9 م). اعتزل اللعب في 2008.

## المسيرة الاحترافية
لعب مع نادي باناثينايكوس لكرة السلة من سنة 1998 إلى 2000، ثم لعب مع نادي أولمبياكوس لكرة السلة من سنة 2000 إلى 2003، ثم لعب مع نادي ماكدونيكوس لكرة السلة في موسم 2003–2004، ثم لعب مع نادي أوليمبياس باتراس لكرة السلة في موسم 2006–2007، ثم لعب مع ماروسي في موسم 2007–2008.

## روابط خارجية
- نيكوس بودوريس على موقع الاتحاد الدولي لكرة السلة (الإنجليزية)
- نيكوس بودوريس على موقع الدوري الأوروبي لكرة السلة (الإنجليزية)
- نيكوس بودوريس على موقع كرة السلة الأوروبية.كوم (الإنجليزية)
- نيكوس بودوريس على موقع ريلجم (الإنجليزية)
- نيكوس بودوريس على موقع بروبوليرز (الإنجليزية)
- نيكوس بودوريس على موقع سبورتس رفرنس (الإنجليزية)